# دار الايتام
دار الأيتام (بالإسبانية: El orfanato) هو فيلم رعب خارق للطبيعة إسباني قوطي سنة 2007، هو الظهور الأول للمخرج الإسباني ج. أ. بايونا. الفيلم من بطولة بيلين رويدا في دور لورا، وفرناندو كايو في دور زوجها كارلوس، وروجر برينسيب بوصفه ابنهما بالتبني سيمون. تدور الحبكة حول لورا، التي عادت إلى منزل طفولتها، دار للأيتام. تخطط لورا لتحويل المنزل إلى منزل للأطفال المعوقين، لكن بعد مشادة مع لورا، يختفي سيمون.كتب سيناريو الفيلم سيرجيو سانشيز سنة 1996 ولفت انتباه بايونا سنة 2004. طلب بايونا من صديقه القديم، المخرج جيلرمو ديل تورو، المساعدة في إنتاج الفيلم ومضاعفة ميزانيته ووقت التصوير. أراد بايونا أن يجسد الفيلم إحساس السينما الإسبانية في السبعينيات، يوظف جيرالدين شابلن وبيلين رويدا، الذين تلقوا الإشادة لاحقًا لدورهم في الفيلم.افتتح الفيلم في مهرجان كان السينمائي في 20 مايو 2007، حيث قوبل بحفاوة بالغة استمرت أكثر من 10 دقائق. ونال إشادة من الجماهير في مسقط رأسه إسبانيا، وفاز بسبع جوائز غويا. عند إطلاقه في أمريكا الشمالية، أشاد النقاد الناطقون باللغة الإنجليزية بدار الأيتام، وصفوا الفيلم بأنه جيد الإخراج والتمثيل، وأنه لا يحتوي «المخاوف الرخيصة». لاحقًا، اشترت نيو لاين سينما  حقوق الفيلم لأمريكا في طبعة جديدة.

## القصة
سنة 1975 في إسبانيا، تم تبني فتاة صغيرة تدعى لورا في دار للأيتام. بعد 30 عامًا، عادت لورا (بيلين رويدا) البالغة إلى دار الأيتام المغلق، برفقة زوجها كارلوس (فرناندو كايو) وابنهما البالغ من العمر سبع سنوات، سيمون (روجر برينسيب). تخطط لإعادة فتح دار الأيتام مرفقًا للأطفال المعوقين. يدعي سيمون أنه أقام صداقة مع صبي يدعى توماس، ويرسم صورًا له عندما كان طفلاً يرتدي قناعًا كيسًا. الاختصاصية الاجتماعية بنينيا إسكوبيدو (مونتسيرات كارولا) تزور المنزل للاستفسار عن سيمون، وتبين أن لورا وكارلوس تبنيا سيمون وأنه مصاب بفيروس نقص المناعة البشرية. غاضبةً من اقتحام بينينا، طلبت منها لورا المغادرة. لاحقًا تلك الليلة، وجدت لورا بينينا في كوخ الفحم في دار الأيتام، لكن بينينا تهرب من المكان. علم سيمون لورا لعبة تمنح فائزها أمنية. تقود القرائن الاثنين إلى ملف تبني سيمون. يغضب سيمون ويقول إن صديقه الجديد أخبره أن لورا ليست أمه الحقيقية وأنه سيموت قريبًا.خلال حفل افتتاح دار الأيتام، تتجادل لورا وسيمون، ويختبئ سيمون. في أثناء البحث عنه، تصادف طفلًا يرتدي قناعًا كيسًا ويدفعها في الحمام ويحتجزها بالداخل. عندما تهرب لورا، أدركت أن سيمون مفقود ولا يمكنها العثور عليه. في تلك الليلة، سمعت لورا أصوات ارتطامات عالية داخل جدران دار الأيتام. تقترح اختصاصية علم النفس في الشرطة بيلار (مابيل ريفيرا) لورا وكارلوس أن بينينا ربما اختطفت سيمون.بعد ستة أشهر، لا يزال سيمون مفقودًا. في أثناء البحث عنه، اكتشفت لورا بينينا، إذ صدمتها سيارة إسعاف وقتلتها. عثرت الشرطة على دليل على أن بينينا كانت تعمل في دار الأيتام، وأن لديها ابنًا اسمه توماس، يعيش هناك لكنه ظل مخفيًا. بعد أسابيع قليلة من تبني لورا، سرق الأيتام القناع الذي كان يرتديه توماس لإخفاء وجهه المشوه. بسبب الحرج، رفض توماس مغادرة مخبأه في كهف بحري قريب، وأغرقه ارتفاع المد.تطلب لورا مساعدة وسيطة تُسمى أورورا (جيرالدين شابلن) في البحث عن سيمون. تجري أورورا جلسة طقوس تدعي خلالها أنها ترى أشباح الأيتام وهم يبكون طلبًا للمساعدة. تكتشف لورا رفات الأيتام الذين نشأت معهم في دار الأيتام. سممت بينينا وجباتهم وقتلتهم لأنهم تسببوا في وفاة توماس وأخفت رفاتهم في كوخ الفحم في دار الأيتام. غير قادر على التعامل مع الوضع، يترك كارلوس دار الأيتام.تلقي لورا نظرة على دار الأيتام كما كانت قبل ثلاثين عامًا وتحاول الاتصال بأرواح الأطفال بواسطة لعب إحدى ألعابهم القديمة. تقودها الأرواح إلى باب غرفة مخفية تحت الأرض. في الداخل توجد جثة سيمون، مرتدية قناع توماس. أدركت لورا أخيرًا ما حدث: في أثناء البحث عن سيمون في الليلة التي اختفى فيها، حركت لورا قطعًا من سقالات البناء، وسدت مدخل الغرفة السرية. كان سبب الاصطدام في تلك الليلة هو محاولة سيمون الهروب. سقط ودق عنقه.تتناول لورا جرعة زائدة من الحبوب المنومة. ويبدو أنها تحتضر، تتوسل لتكون مع سيمون مرة أخرى وتظهر أرواح الأطفال، مع سيمون بينهم. يخبر سيمون لورا أن رغبته كانت أن تبقى وتعتني بالأيتام، ثم تروي لهم قصة سعيدة. لاحقًا، زار كارلوس النصب التذكاري لورا وسيمون والأيتام. يعود كارلوس إلى غرفة نوم الأيتام القديمة ويجد ميدالية أعطاها إلى لورا. يستدير لينظر عندما يفتح الباب ويبتسم.

## الإخراج

### التطوير
كُتبت المسودة الأولى لسيناريو دار الأيتام بواسطة سيرجيو جي سانشيز سنة 1996. لم يكن سانشيز متيقنًا من سبب اختياره لكتابة فيلم من هذا النوع الخاص بالسيناريو، «انتهى بي الأمر بكتابة فيلم بالأسلوب الذي أحببته عندما كنت طفلًا، أفلام مثل بولترجايشت والنذير وطفل روزماري التي شاهدتها على أول فيديو امتلكناه في المنزل».
كشف سانشيز عن التأثيرات الأدبية الكامنة وراء كتابته للنص، مثل دور البرغي وبيتر بان. أراد سانشيز في الأصل توجيه السيناريو، لكن العديد من شركات الإنتاج الإسبانية رفضته مرارًا وتكرارًا. بينما كان سانشيز يعمل على الفيلم القصير 7337 سنة 2004، التقى بالمخرج خوان أنطونيو بايونا وعرض عليه السيناريو لإخراجه. قبل بايونا الفرصة لأنه شعر أن نصًا خياليًا مثل ذلك في دار الأيتام سيسمح له بالحرية مخرجًا، قال إن النوع الخيالي كان أداة رائعة للتعلم لأنه «يسمح بالتلاعب في المكان والزمان كما نرغب أو استخدام كاميرا معينة تتحرك بكفاءة فورية».
اختصر بايونا أجزاء من السيناريو، مثل نتائج أطفال دار الأيتام الآخرين، لأنه أراد التركيز على شخصية لورا وما يحدث لها. لإنشاء الفيلم بالشكل الذي يريده، كان على بايونا مضاعفة ميزانية الفيلم ومقدار وقت التصوير.